# Blyth Tait
Pour les articles homonymes, voir Tait.
Blyth Tait, né le 10 mai 1961 à Whangarei, est un cavalier professionnel néo-zélandais de concours complet d'équitation.
Aux Jeux olympiques de Barcelone en 1992, il est médaillé d'argent en concours complet par équipe et médaillé de bronze en concours complet individuel. Quatre ans plus tard aux Jeux olympiques d'Atlanta, il remporte la médaille d'or en concours complet individuel et la médaille de bronze par équipe. Il est porte-drapeau de la Nouvelle-Zélande aux Jeux olympiques d'été de 2000 à Sydney. 
Il est aussi champion du monde en concours complet individuel et par équipe lors des Jeux équestres mondiaux de Stockholm en 1990 et des Jeux équestres mondiaux de Rome en 1998.

## Vie privée
Blyth est ouvertement homosexuel.